# Jan Novotný (fyzik)
Jan Novotný (* 6. května 1944 v Uherském Hradišti) je český fyzik, emeritní profesor Masarykovy univerzity v Brně.
Vystudoval fyziku pevné fáze na Přírodovědecké fakultě Univerzity Jana Evangelisty Purkyně v Brně. Na Masarykově univerzitě v Brně se zabývá obecnou teorií relativity, kosmologií a problémy matematické fyziky.
Je autorem řady odborných vědeckých prací a spoluautorem vysokoškolských učebnic. Je spoluautorem řešení Einsteinových rovnic, které se dnes názývá Carter-Novotny-Horsky solution a je užíváno v kosmologii a teorii strun.
Píše také eseje a filozoficky laděné úvahy. Je pečlivým recenzentem a výstižným překladatelem odborných vědeckých textů do češtiny. Je popularizátorem fyziky a členem Společnosti Kurta Gödela a JČMF.

## Dílo
V nakladatelství Doplněk vyšel v roce 2001 soubor jeho esejů. Pod pseudonymem Pavel Hořanský napsal vtipné dobásnění nedokončené skladby Karla Havlíčka Borovského Křest sv. Vladimíra, které poprvé vyšlo v samizdatu.
- EINSTEIN, Albert; NOVOTNÝ, Jan. Teorie relativity. Vyd. 1. V Brně : Vysoké učení technické v Brně, Nakladatelství Vutium, 2005. 210 s. ISBN 80-214-2916-X
- HORSKÝ, Jan; NOVOTNÝ, Jan; ŠTEFANÍK, Milan. Úvod do fyzikální kosmologie. Vyd. 1. Praha : Academia, 2004. 219 s. ISBN 80-200-1241-9
- NOVOTNÝ, Jan. Proč Platón nepral zeleninu?. 1. vyd. Brno : Doplněk, 2001. 159 s. ISBN 80-7239-080-5
- NOVOTNÝ, Jan. Jednou za život, edice Próza, Listy, Olomouc 2014  Archivováno 14. 7. 2014 na Wayback Machine., 96 stran
- HORSKÝ, Jan; NOVOTNÝ, Jan; ŠTEFANÍK, Milan. Mechanika ve fyzice. Vyd. 1. Praha : Academia, 2001. 412 s. ISBN 80-200-0208-1
- HORSKÝ, Jan; NOVOTNÝ, Jan. Teoretická mechanika. 1. vyd. Brno : Masarykova univerzita, 1998. 277 s. ISBN 80-210-1990-5
- MUSILOVÁ J., NOVOTNÝ J., MRÁZ M.: Variationality and force fields in classical physics. Cs. cas. fyz. A48 (1998), 5, 320-328.
- HAVLÍČEK BOROVSKÝ, Karel. Křest svatého Vladimíra: legenda z historie ruské. Vyd. 1. Brno: Atlantis, 1991, 92 s. ISBN 80-7108-031-4
- HORSKÝ, Jan a NOVOTNÝ, Jan. Mechanika kontinua: určeno pro posl. fak. přírodověd. 1. vyd. Praha: SPN, 1984. 121 s.
- KLVAŇA, František, NOVOTNÝ, Jan a LACINA, Aleš. Sbírka příkladů ze statistické fyziky,1.vyd. Brno: Univerzita J.E. Purkyně, 1975, [na tit. listu chybně] 1974. 169
- HORSKÝ,J., NOVOTNÝ,J. Conservation laws in general relativity,Czechoslovak Journal of Physics B, 1969, Volume 19, Issue 4, pp 419-442
- NOVOTNÝ, J., HORSKÝ,J. On the plane gravitational condensor with the positive gravitational constant, Czech. J. Phys. B24 (1974) 718
- NOVOTNÝ,J., LORENC, P., HORSKÝ J. A non-static source of the Taub solution of Einstein's gravitational equations,Physics Letters A,Volume 63, Issue 2,1977 http://www.sciencedirect.com/science/article/pii/0375960177902055[nedostupný zdroj]
- NOVOTNÝ,J.,KUČERA,J., HORSKÝ, J. On the gravitational field of a plane plate in general relativity, General Relativity and Gravitation, 1987, Volume 19, Issue 12, pp 1195-1201

### Překlady
- BARROW, John D. Kniha o nekonečnu: stručný průvodce světem bez hranic, počátku a konce. 1.vyd. Praha: Paseka,(Fénix ; sv. 19) 2007. 266 s. ISBN 978-80-7185-822-5.
- BARROW, John D. Teorie všeho: hledání nejhlubšího vysvětlení 1. vyd. Praha: Mladá fronta,(Kolumbus; Sv.133) 1997. 269 s. ISBN 80-204-0602-6
- BARROW, John D. Teorie ničeho. 1.vyd. Praha Nakladatel. MF, edice Kolumbus, 2004, 345 s. ISBN 80-204-1156-9.
- BARROW, John D. Nové teorie všeho: hledání nejhlubšího vysvětlení. 1. vyd. v českém jazyce. Praha: Argo, 2008. 271 s. Zip; sv. 11. ISBN 978-80-7363-186-4.
- WOIT, Peter Dokonce ani ne špatně: Lesk a bída strunové teorie, 1.vyd. v českém jazyce, Paseka, 2010, ISBN 978-80-7432-029-3
- BARROW, John D. Vesmírná galerie: klíčové obrazy v dějinách vědy. 1. vyd. v českém jazyce. Praha: Argo, 2011. 543 s. Zip; sv. 22. ISBN 978-80-257-0411-0.
- MCGRATH, A.E. Dialog přírodních věd a teologie. Translated by Jan Fischer – Jan Novotný. Vyd. 1. Praha: Vyšehrad, 2003. 286 s. ISBN 80-7021-552-6.
- EINSTEIN, A. Smysl relativity. Praha: Vyšehrad, 2016. 176 s. ISBN 978-80-7429-537-9.